# Estero Chanco
El estero Chanco es un curso natural de agua de breve curso que nace de la confluencia de dos cursos de agua cerca del cerro Los Copihues desde donde fluye con dirección sudoeste por 7,5 km, bordea la ciudad de Chanco  para luego de un trayecto medanoso de 6 km deja sus aguas en una laguna separada por dunas del mar. En la misma laguna desemboca el estero Rahue (, que viene desde el sur.

## Trayecto
El estero Chanco nace en la cordillera de la Costa y es alimentado por arroyos que fluyen también desde la reserva nacional Federico Albert hasta unirse en una laguna litoránea con el estero Rahue. Esta laguna es abierta por los vecinos hacia el mar para evitar las inundaciones.: 36 

## Caudal y régimen
El régimen del estero es estrictamente pluvial y no se tienen datos fluviométricos de su caudal.: 409 
Este estero nace en la cordillera de la costa lleva agua en forma permanente, en general de poco caudal, pero crece con las lluvias de invierno.

## Historia
Francisco Solano Asta-Buruaga y Cienfuegos escribió en 1899 en su obra póstuma Diccionario Geográfico de la República de Chile sobre el poblado de Chanco:
Chanco (Villa de).-—Situada en el departamento de Cauquenes por los 35° 42' Lat. y 72° 03' Lon. á unos 55 kilómetros hacia el NO. de su capital y 60 al S. de la ciudad de Concepción. Está asentada en una pequeña planicie de las lomas vecinas al Pacífico que rodean la ensenada de su nombre, abierta y de playa brava, y cerrada al N. por la punta de Carranza. Al O. de la villa se extienden próximas series de dunas á lo largo de esa playa, cuyas arenas amenazan invadir el pueblo, como lo hicieron con su primitivo asiento. Inmediatos por el E. se levantan cerros medianos de bastante arbolado, que caen en suaves declives formando las indicadas lomas, y de ellos baja también un grueso arroyo que, estrechado en una caja honda de arenisca, corre por el lado sur hasta la playa. Las mismas lomas y comarca del contorno producen bastantes cereales y legumbres, y abundan en excelentes pastos, que contribuyen á que los quesos de Chunco, sean tan justamente celebrados. Consta la villa de cuatro calles de norte á sur, cortadas en ángulos rectos por otras tantas con una plaza en el centro, y contiene una iglesia parroquial, tres escuelas gratuitas, oficinas de registro civil, de correo y telégrafo, y una población de 1,984 habitantes. Era de antiguo un pueblo de indios pescadores, que á mediados del pasado siglo comenzó á concentrar moradores españoles por el descubrimiento de lavaderos de oro en sus inmedia ciones y vino á obtener á fines del mismo el título de villa. Por acuerdo de la municipalidad departamental, aprobado el 31 de julio de 1849, se removió al sitio contiguo que hoy ocupa, más elevado y libre de las arenas del mar, que invadian el primitivo, y se le confirmó el título de villa por decreto de 15 de julio de 1872. El nombre puede que sea contracción de chañchañco, de co y chañchañ, una mata ó planta indígena que significa, según Febres, «manantial de agua de esa mata»; aunque en el Perú hay parajes con la denominación de Chanco del antiguo idioma de este país.
Luis Risopatrón lo describe en su Diccionario Jeográfico de Chile: 183 
Chanco (Estero de) 35° 40' 72° 28'. Grueso, baja de los cerros medianos de bastante arbolado, que se levantan al E de la ciudad del mismo nombre, corre hacia el SW, estrechado en una caja honda de arenisca, pasa por el costado S de dicha ciudad i se vácia a corta distancia al SW, en la costa del mar. 66, p. 264; i 156; i arroyo en 155, p. 219.

## Población, economía y ecología
El estero atraviesa el pueblo de Chanco y es el límite sur de la reserva nacional Federico Albert.